# Zapach szkła (opowiadanie)
Zapach szkła – opowiadanie fantastyczne Andrzeja Ziemiańskiego z 2003 roku, ukazało się po raz pierwszy w „Nowej Fantastyce” nr 10/2003, 11/2003 i 12/2003 (253–255). Było także publikowane w autorskim zbiorze opowiadań „Zapach szkła” (wyd. Fabryka Słów). Opowiadanie nagrodzone Nagrodą im. Janusza A. Zajdla w 2004 r. na Polconie w Zielonej Górze w kategorii najlepsze opowiadanie.